# Storforsen

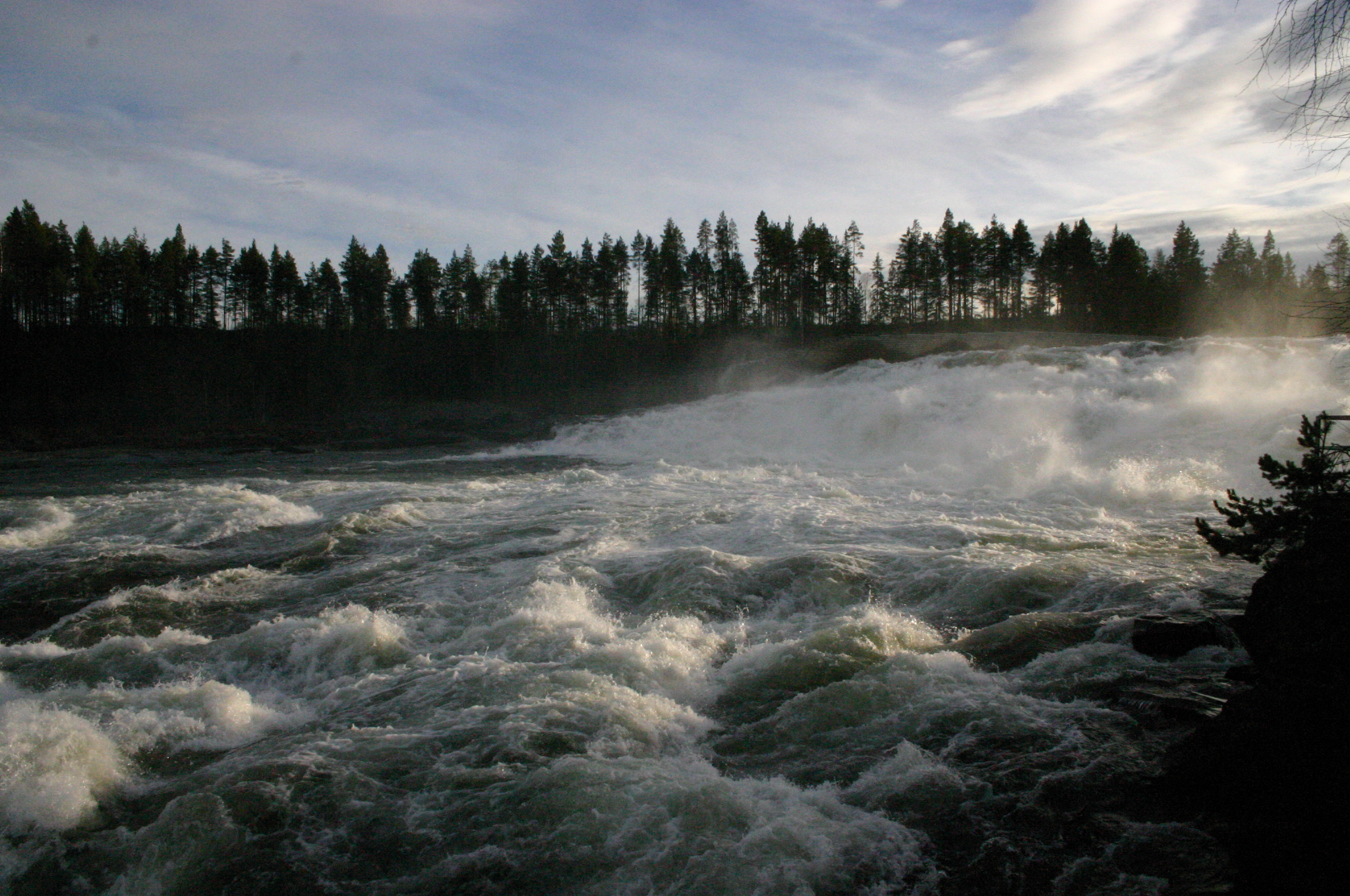
Storforsen am 16. Oktober 2005

Storforsen ist der Name großer Stromschnellen am Piteälven in der Provinz Norrbottens län in Nordschweden. Sie liegen etwa 38 km nordwestlich des Ortes Älvsbyn. 
Bei einer Fallhöhe von 60 Metern wälzen sich durchschnittlich 250 m³ Wasser pro Sekunde talwärts, was sie zu den größten Stromschnellen Skandinaviens macht. Die Gesamtlänge der Stromschnellen von Anfang bis Ende beträgt 5 km, mit einer Höhendifferenz von 82 Metern. Während der Mittsommerwochen ist das Wasserniveau am höchsten, dann fließen ca. 870 m³ Wasser pro Sekunde ins Tal.
Das Gebiet der Stromschnellen ist ein Naturreservat, das durch Wege und Holzstege gut erschlossen ist. Im Naturreservat befindet sich auch ein Waldarbeitermuseum.

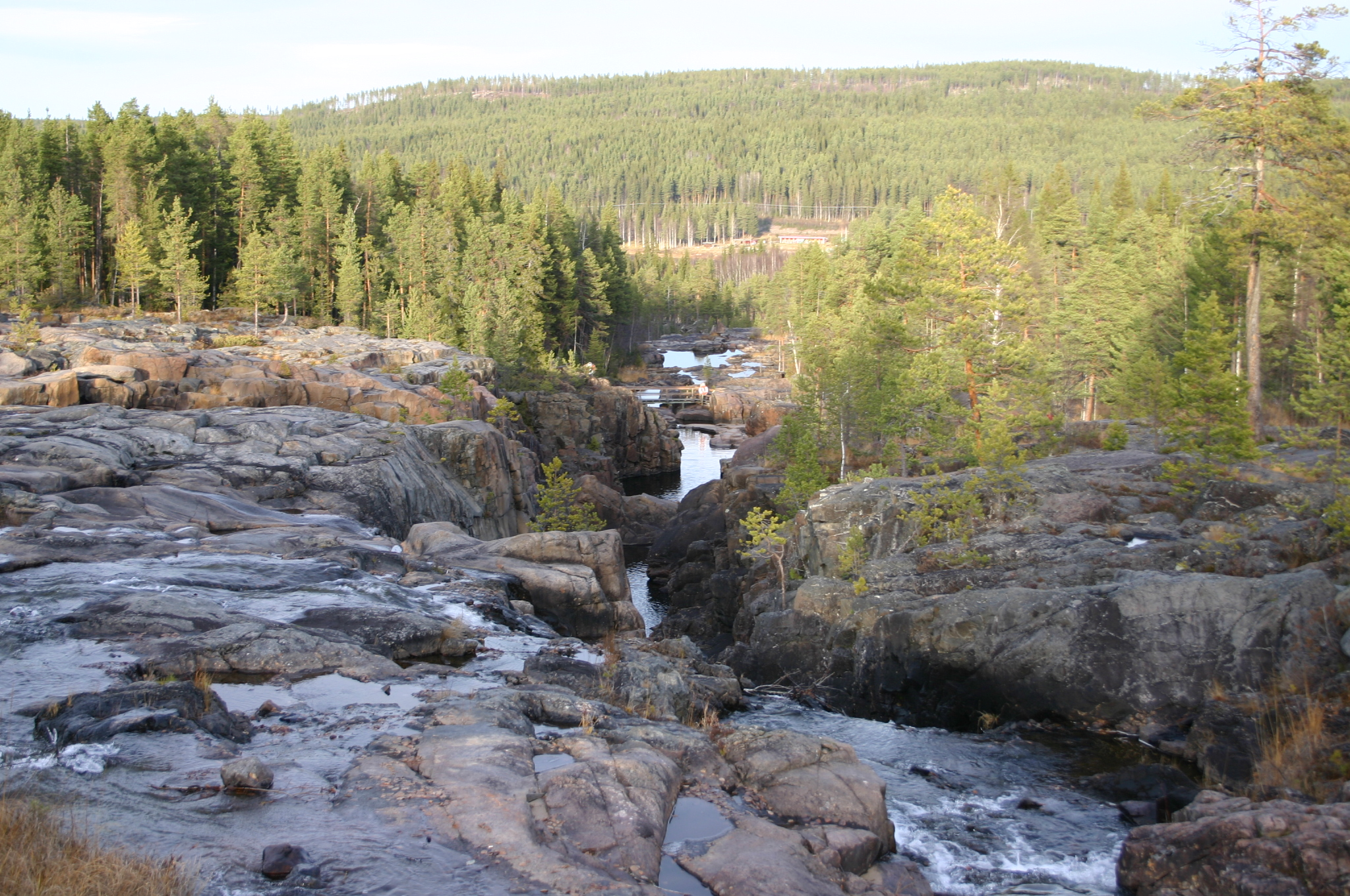
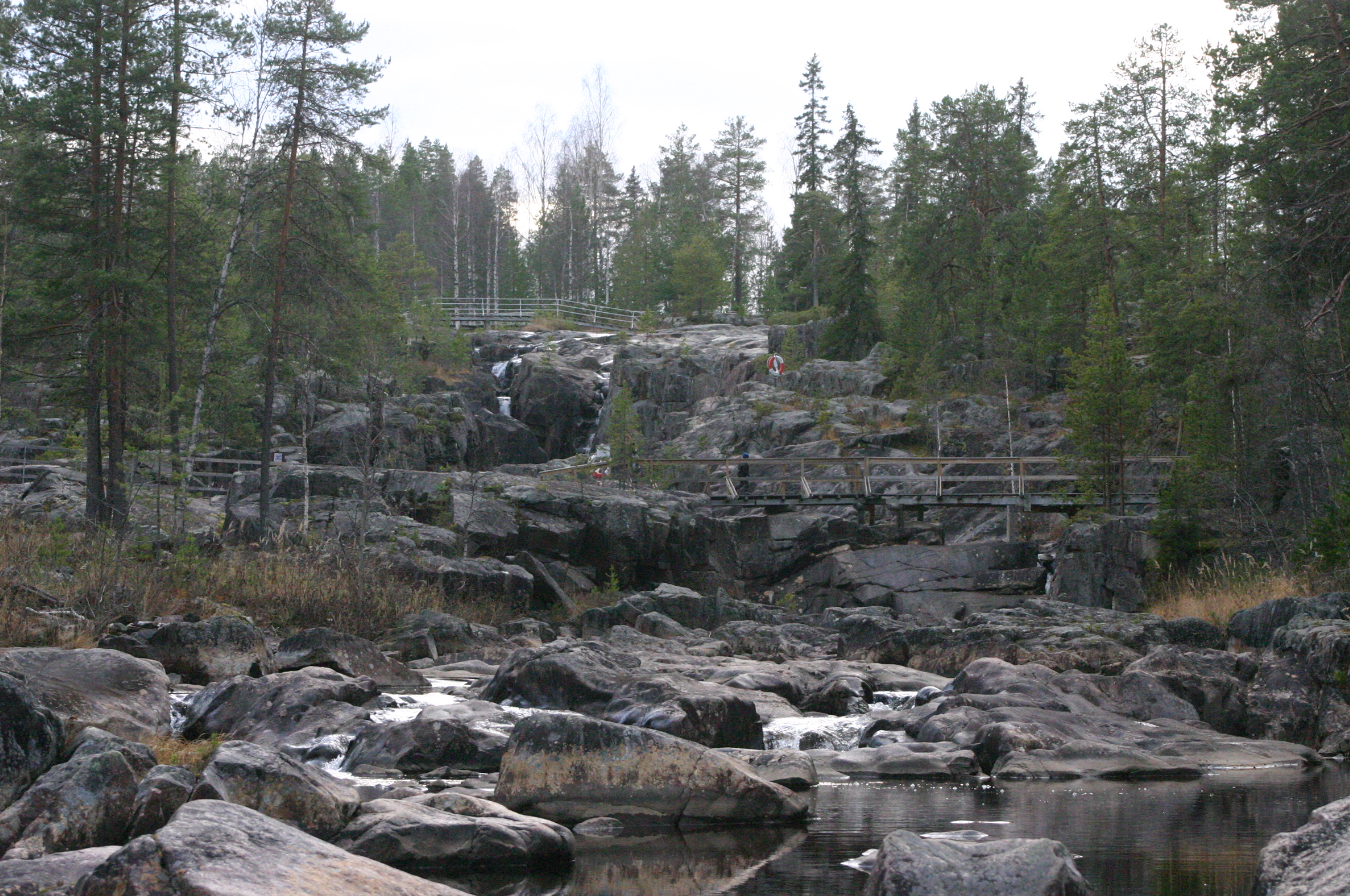
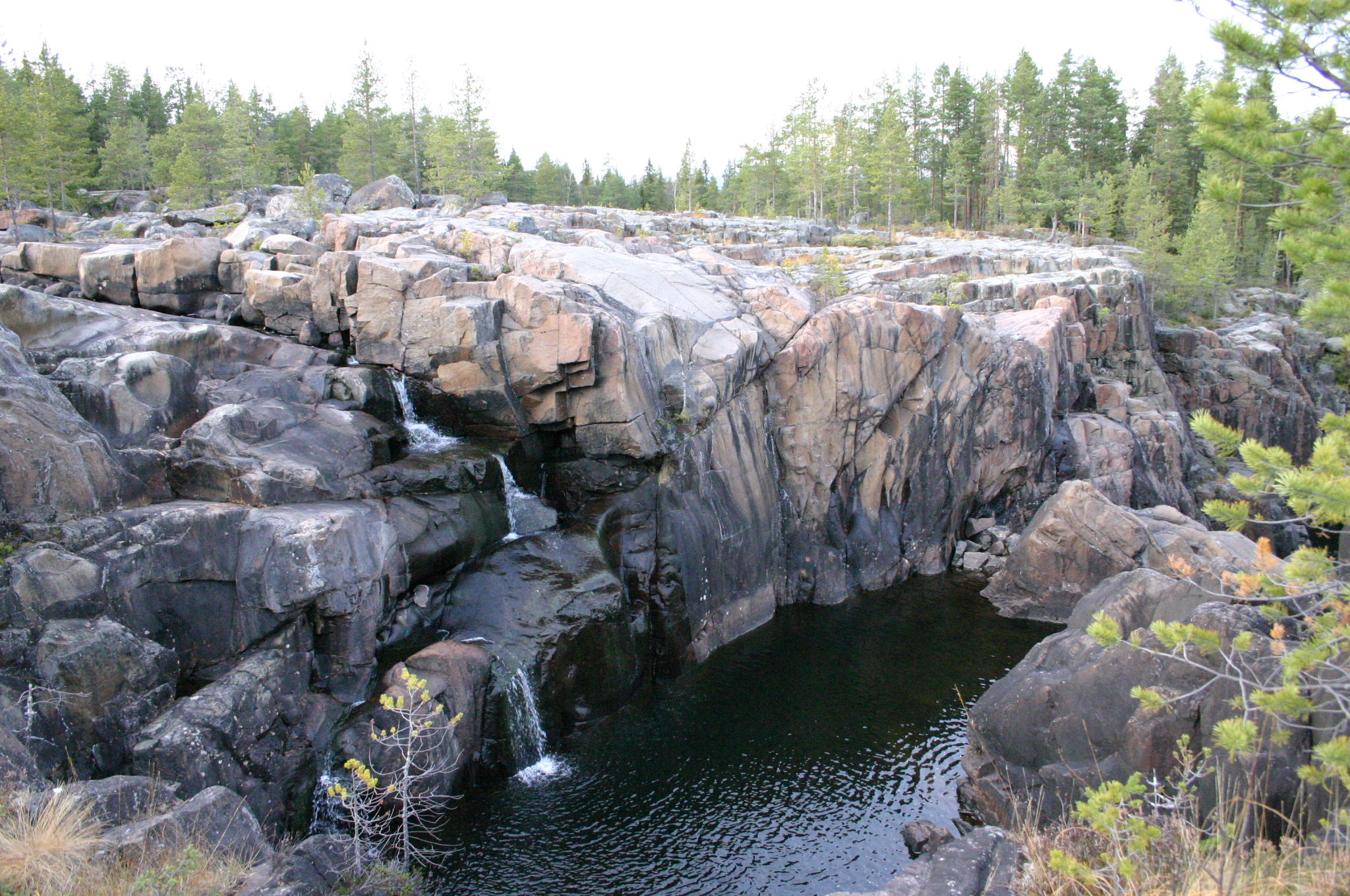